# Kolorszok
Kolorszok – pierwsza w Polsce stała radiowa audycja poświęcona kulturze hip-hop. Powstała w 1993 roku na antenie Radia Kolor. Prowadzili ją Bogna Świątkowska i Sebastian Imbierowicz, znany później jako DJ Volt i DJ 600 V. Istniała do 1997 roku i miała znaczenie dla integracji warszawskiej sceny hiphopowej lat 90.